# إسبيريدون
القديس سبيريدون، أسقف تريميثوس (حوالي 270م - 348م، في اليونانية: Ἅγιος Σπυρίδων) هو قديس مكرم في كل من الكنائس المسيحية الشرقية والغربية.

## حياته
ولد اسبيريدون في مدينة آسكيا [الإنجليزية]، في قبرص. كان يعمل راعيا وكان معروفا بتقواه الكبير. تزوج ورزق بابنة وحيدة اسمها ايريني، التي توفيت أيضاً في حياته، تعرض للاضطهاد عام 303 للميلاد في عهد الإمبراطور الروماني ديوكلتيانوس حيث فقد عينه اليمنى وقُطِعت أوصال يده اليمنى، كما حكم عليه بالأعمال الشاقة في المناجم.
أصبح اسبيريدون في نهاية المطاف أسقفا لمدينة تريميتوسيا في منطقة لارنكا القبرصية. وشارك بناء لدعوة الإمبراطور الروماني قسطنطين الكبير في المجمع المسكوني الأول في نيقية (325)،  حيث كان له دور أساسي في مواجهة الحجج اللاهوتية لآريوس وأتباعه.
وبحسب ما ورد قام بتحويل فيلسوف وثني إلى المسيحية باستخدام كسرات من الفخار لتوضيح كيف يمكن أن تتكون كيان واحد (قطعة من الفخار) من ثلاثة كيانات فريدة من نوعها (النار والماء والطين) وهي استعارة تفسيرا لعقيدة للثالوث المسيحية.
يقال آنه حالما انتهى اسبيريدون من الشرح، اشتعلت النار بالفخار بأعجوبة، وتقطرت الماء من أسفل الفخار، وبقي تراب فقط في يده. تقول روايات أخرى عن هذا الحدث أنها كانت لبنة من طين.
بعد انتهاء المجمع، عاد القديس اسبيريدون إلى أبرشيته. توفي في 12 يناير عام 348 للميلاد.

## رفاته المقدسة
عندما فتح العرب قبرص، تم نبش جثتة لنقلها إلى القسطنطينية. ولدهشتهم وجدوا الجثة غير مهترئة كما وجد غصن من الريحان، والتي تعتبر «نبتة ملكية»، وكلاهما معجزات تؤكد حرمته الإلهية.
عندما سقطت القسطنطينية في يد العثمانيين في عام 1453، تمت نقل رفات سبيريدون مرة أخرى. هذه المرة، إلى جزيرة كورفو من قبل راهب يسمى كالوخاريتس (باليونانية: Καλοχαιρέτης)، حيث ما زالت حتى يومنا هذا في كنيسة القديس سبيريدون.
كل عام، يحمل رفات اسبيريدون في موكب احتفالات أحد الشعانين، وفي مناسبات خاصة أخرى، كعلامة لتبجيل من قبل المؤمنين. وتشارك فيلاهارمونيكة كورفوفي إحياء هذه المناسبات. كما اكتشفت بقايا يده اليمنى في روما في كنيسة سانتا ماريا في فاليسيلا، والتي كانت قد أعطيت من قبل البابا كليمنت الثامن إلى الكاردينال تشيزاري من بارونية. بقيت هناك حتى عام 1986 عندما أعيدت الذراع اليمنى إلى كركيرا.

## شفيع ومعجزات

### شفيع
اسبيريدون هو شفيع الخزافين (من المعجزة عن كسرات الفخار) وحامي جزيرة كورفو حيث يسموه «القديس اسبيريدون حامي المدينة» (باللاتينية: "ςΣπυρίδωνς πολιούχος"، لمعجزة طرد الطاعون من الجزيرة.

### كورفو
ويعتقد المؤمنون أنه عندما طرد الطاعون من المدينة، في طريقه للخروج، خدش إحدى أعمدة القلعة القديمة بسبب غضبها لطردها. لا يزال هذه الخدوش ظاهرة للزوار.

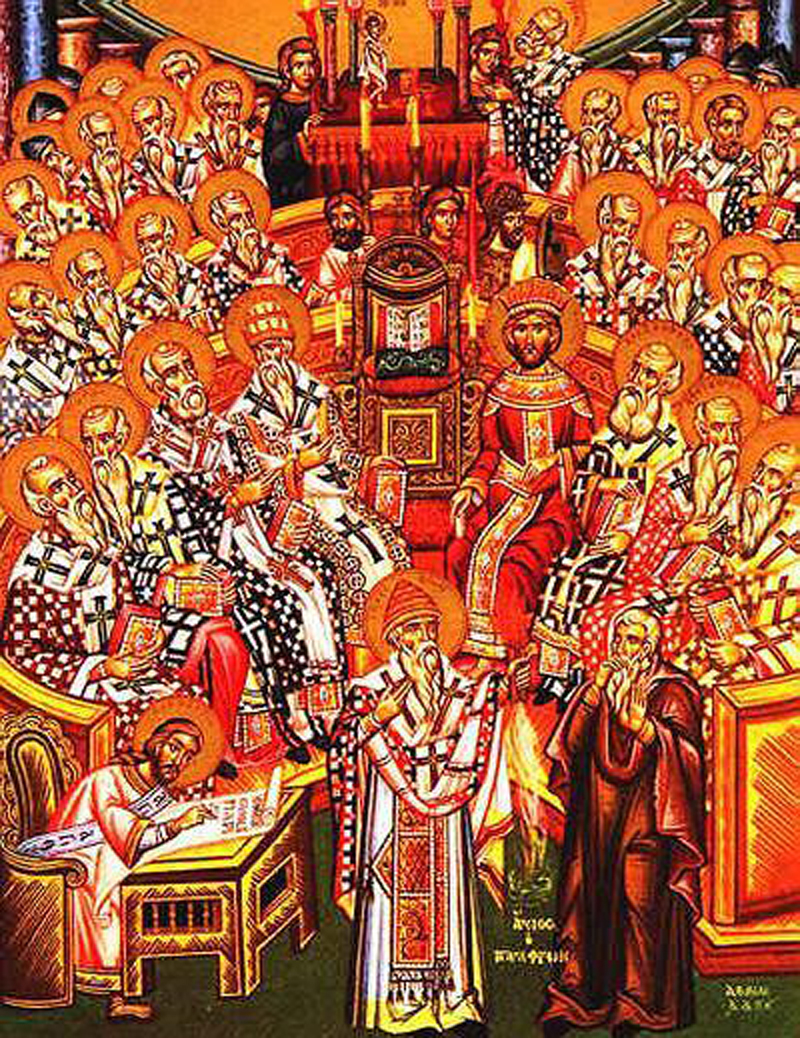
أيقونة تظهر القديس سبيريدون (في وسط الواجهة يسكت أريوس (يمين، ويده فوق فمه) أثناء المجمع المسكوني الأول في نيقية في 325.

ويعتقد أيضا أن القديس سبيريدون قد أنقذ الجزيرة في ثاني حصار كبير لكورفو الذي وقع في عام 1716. في ذلك الوقت، ظهر الجيش التركي والقوة البحرية بقيادة السلطان أحمد الثالث الثالث في بوترينتو قبالة كورفو.
في 8 يوليو، أبحر الأسطول التركي الذي يحمل 33 ألف رجل إلى جزيرة كورفو من بوترينتو وأنشأوا رأس جسر في إيبسوس. في نفس اليوم واجه أسطول البندقية الأسطول التركي قبالة كورفو وهزمها في المعركة البحرية التي تلت ذلك. في 19 يوليو وصل الجيش التركي إلى تلال المدينة وحاصر المدينة. بعد محاولات فاشلة متكررة وقتال عنيف، اضطر الأتراك إلى رفع الحصار الذي استمر 22 يومًا.
كما كان هناك شائعات انتشرت بين الأتراك بأن بعض جنودهم رأوا القديس سبيريدون كراهب يهددهم بشعلة مضاءة مما زاد من ذعرهم. هذا الانتصارعلى العثمانيين عزى إلى قيادة الكونت شولنبرغ الذي قاد الدفاع العنيد عن الجزيرة ضد العثمانيين وأيضا إلى التدخل المعجزة للقديس سبيريدون.

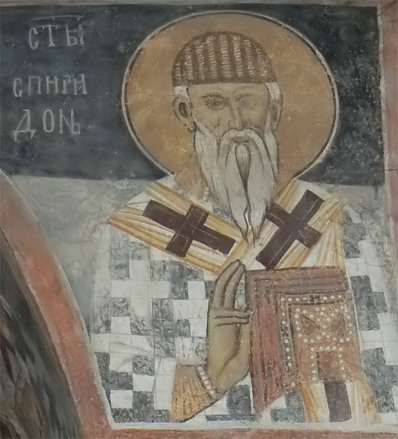
أيقونة فريسكو للقديس سبيريدون في دير زيمن، بلغاريا.

بعد الانتصار في المعركة، كرمت البندقية شولنبورغ والكورفريون لدفاعهم الناجح عن الجزيرة. كلف الموسيقار الكبير فيفالدي بتأليف الأوبرا «انتصار جوديث» (Juditha triumphans)، احتفاء بالنصر.

### يوم عيد القديس اسبيريدون
واعترافا بدور القديس سبيريدون في الدفاع عن الجزيرة، شرعت البندقية يوم 11 أغسطس / أب من كل عام "يوم الصلاة السنوي للقديس سبيريدون" إحياء لذكرى هذا الحدث. يتم الاحتفال بيومه في الشرق يوم السبت قبل الصوم الكبير، المعروف باسم "سبت المراسم" و 12 ديسمبر. بالنسبة للكنائس الشرقية التي تتبع التقويم اليولياني التقليدي، يقع يوم 12 ديسمبر في 25 ديسمبر من التقويم الغريغوري الحديث. في الغرب يتم الاحتفال به في 14 ديسمبر.

### مواضيع آخرى
القديس سبيريدون هو أيضا شفيع عائلة تولستوي. اختار أندريه تولستوي (من القرن الخامس عشر) القديس سبيريدون كقديس للعائلة وهو لا يزال كذلك في كلا الفرعين. والأمير الكبير من مسكوفي باسيل الثاني، على ما يبدو (1425-1462) أعطى ايقونات مذهبة لاندريه تحتوي على ذخيرة للقديس اسبيريدون. خزانة الذخائر هذه ما ترال بحوذة عضو كبير في عائلة تولستوي، والآن هو نيكولاي تولستوي.

## روابط خارجية
- القديس سبيريدون والتقاليد الدينية الأخرى في كورفو
- القديس اسبيريدون صانع العجذات، أيقونات أرثوذكسية
- اسبيريدون من تريميثوس
- القديس سبيريدون
- حياة القديس سبيريدون
- ميتروبوليتان تريميثوس المقدسة، كنيسة قبرص
- تمثال كولونيد في ساحة القديس بطرس